# Feministická epistemologie
Feministická epistemologie zkoumá vědu o lidském poznání (epistemologii) z pohledu feminismu.

## Přehled
Epistemologie se stala důležitou součástí feminismu a feminismus se stal důležitou součástí epistemologie. Feministická epistemologie poukazuje na skutečnost, jak důležité jsou etické a politické hodnoty při formování epistemických metod a interpretaci důkazů. Vznikla na začátku 70. let 20. století. Zabývá se způsobem, jakým pohlaví ovlivňuje lidské pojetí vědomí a poznání a věnuje se dosaženým informacím.
Jedním z bodů, kterým se epistemologie pro příklad zabývá, je, že většinu informací, které dnes lidé považují za vědění, produkovali myslitelé a vědci mužského pohlaví. To se již považuje za jasné a nevyvolávající kontroverzi. To a další epistemologická dilemata byla zformulována feministickou prací odhalující vliv mužského myšlení na nespočet oblastí vědění, mezi které patří přírodní a sociální vědy, literatura, historie a filozofie. Historici byli osočeni z vynechávání ženských příběhů, umění a literatura z prosazování mužských autorů a umělců.
Vědci zkoumající feministické epistemologie uvádějí, že podle některých teorií poznání jsou ženy diskriminovány tím, že jsou vyřazovány ze zkoumání, nespravedlivě kritizovány jejich kognitivní styly a teorie o ženách a sociálních fenoménech, které upevňují genderovou hierarchii a prezentují ženy jako podřadné.

## Feministický empirismus
Feministický empirismus je liberálnější metodologie, jejímž cílem je popularizace ženských témat. Přistupuje k otázkám za použití vědeckých analýz. Je označovaný také jako pozitivismus a vytýká to, že některé výsledky vědeckého bádání jsou zkresleny předsudky a nepoučeností.  Má za cíl vylepšit vědu tím, že za pomocí výzkumu odhalí, jak se zmíněné předsudky projevují. Chce zabránit využívání výsledků vědeckých výzkumů k opravňování nerovnosti mezi pohlavími.
Věda by podle feministického empirismu měla být vnímána jako práce, která není vykonávána individui, ale skupinami odborníků, kteří hledají shodu v daném kontextu. To že tyto skupiny se skládaly převážně z bohatších bílých můžu, podle něj ovlivnilo objektivitu produkování znalosti. Tuto objektivitu je třeba odlišit od té používající legitimní vědecké metody. Pro příklad to, že lidé k teorii došli pomocí objektivní vědecké metody, neznamená, že je pravdivá, ale že ji odsouhlasili další odborníci.
V reálném světě feministický empirismus poukazuje na to, jak je v některých výzkumech mužská zkušenost považována za standard, podle kterého se následně řídí, a zkušenost ženská není často ani zahrnuta. Nemálo tak vědci vyvozují všeobecné hypotézy mířící na celou populaci z odpovědí respondentů čistě mužského pohlaví. Podobně výsledky mnoha vědců díky práci feministických empiriků ztratily na relevanci.

### Kritika
Nejvíce je na této teorii kritizováno, že transhistorický předmět poznání existuje za mezí sociální determinace. Rovněž je teorií feministického empirismu tvrzeno, že samostatně napraví všechny pochybení a předsudky v teoriích o ženách a dalších skupinách.
Harding[kdo?] tvrdí, že kritika pramení z názoru, podle kterého pouze stačí odstranit sexistické předsudky, a to bez dalších změn v tradičních vědeckých metodách. Další kritikou feministického empirismu je to, že ignoruje významnou úlohu feministické politické činnosti jako podstatného zdroje důkazů a hypotéz zpochybňujících androcentrické a sexistické teorie. Tuto kritiku lze aplikovat zvláště na rozvoj opozičního vědomí jako součásti feministické politické činnosti.

## Feministická teorie stanoviska
Feministická teorie stanoviska je teorie pramenící ze zkušeností a podmínek společných pro všechny ženy. Tato teorie kritizuje ideologie, které objasňují důvody, z jakých jsou ženy přiřazováni k určitým činnostem a z jakého důvodu jsou tyto činnosti posuzovány nižší hodnotou než typicky mužské činnosti. Teorie poukazuje na skutečnost, že podmínky žen nejsou přirozené, ale jsou výsledkem sociálních a politických sil. Tyto okolnosti formují postoje žen a dívek.
Feministická teorie stanoviska začala vznikat 70. letech 20. století. Své základy nachází v marxistické teorii. Tvrdí, že ženy jsou ovlivňovány sociálními a politickými silami, jež tvoří jejich pohled.
Feministická teorie stanoviska předpokládá, že společnost je strukturována podle mocenských vztahů, které vytváří nerovné sociální postavení. Jedna část společnosti je tvořena převládající skupinou (muži) a zbytek společnosti je tvořen členy podřízených skupin. Životy žen se strukturálně a systematicky liší od života mužů. Na ženy jsou kladena jiná očekávání než na muže. Mají s muži různá práva a příležitosti. Působící sociální a politické síly vytváří u žen odlišné dovednosti než u mužů.

### Kritika
Podle kritiků je tato teorie příliš zobecňující, neřeší různé chování žen a bere je jako jednotnou skupinu. Také nezohledňuje rozdíly etnické, majetkové a příležitostní. Podle Catherine O'Leary se teorie stále pohybuje v problematickém dualismu mezi objektivní pravdou a subjektivní zkušeností.

## Postmodernismus
Postmodernismus vytvořili postmoderní a postkulturalističtí teoretici, jakými jsou například Lyotard a Foucalt,[kdo?] kteří zpochybňují univerzálnost a objektivitu jako cesty k překonání situačnosti. Postmoderní uvažování znamená oddálení feministické skupiny od převažujících pozitivistických ideálů objektivity a univerzálního chápání. Naopak uznává rozmanitost jedinečných lidských pohledů, z nichž žádný si nemůže přisvojit absolutní vědomostní autoritu. Postmoderní feminismus byl proto kritizován za relativistický postoj, kdy se mnohdy opomíjela pozornost probíhajících mocenských vztahů mezi klíčovými identitami. Je však možné vidět tento politický postoj v bezprostředním protikladu k „emancipačním aspiracím“ žen. Saba Mahmood se však domnívá, že tato kritika je v jistém smyslu v kontrastu s globálním pojetím ženské touhy, kde je myšlenka „svobody“ hlavní podstatnou, podmíněně represivní složkou západního feminismu, který se může chybně domnívat, že ženy z východních zemí ovládaných mužskou mocí jsou oběti, jež je třeba osvobodit. Feministický postmodernismus se tak staví proti tradičním teoriím, které ospravedlňují sexistické praktiky. Tyto teorie prosazují myšlenky, že rozdíly mezi muži a ženami jsou přirozené nebo že ženy mají od přírody vrozené vlastnosti, které odůvodňují jejich podřadné postavení ve společnosti. Zatímco esencialismus například tvrdí, že genderová identita je univerzální, feministický postmodernismus naznačuje, že tyto teorie vylučují okrajové skupiny, jako jsou lesby a barevné ženy. Takové vyloučení reprodukuje mocenské vztahy, neboť se předpokládá, že heterosexuální bílé ženy ze střední třídy zastupují všechny ženy.

### Kritika
Zahrnování postmoderní teorie do feministické teorie není přijímáno všemi zástupci feminismu zcela ochotně. Názorem některých je, že způsob postmoderního myšlení podkopává útoky, jejichž vyvolání je snahou feministické teorie, jiní zástupci feminismu jsou však právě naopak pro toto spojení. 
Samotný termín „postmodenismus“ byl též  vystaven kritice ze strany některých teoretiček a teoretiků, již samotní byli za postmoderní feministy označováni.